# Organ założycielski
Organ założycielski – jednostka administracji publicznej, która powołuje przedsiębiorstwo państwowe lub komunalne (np. spółkę komunalną do realizacji zadań własnych gminy).
Podstawowym zadaniem organu założycielskiego jest kontrola i ocena działalności przedsiębiorstwa oraz pracy jego zarządu. Organ założycielski może nałożyć na przedsiębiorstwo obowiązek wprowadzenia do planu dodatkowego zadania, bądź wyznaczyć zadanie poza planem, jeżeli jest to niezbędne z uwagi na potrzeby obrony kraju, w wypadku klęski żywiołowej lub w celu wykonania zobowiązań międzynarodowych.
Kompetencją organu założycielskiego jest również podejmowanie decyzji o łączeniu, podziale i likwidacji podległego mu podmiotu.